# Basidoppia curtispinosa
Basidoppia curtispinosa är en kvalsterart som först beskrevs av Ohkubo 1996.  Basidoppia curtispinosa ingår i släktet Basidoppia och familjen Oppiidae. Inga underarter finns listade.